# Crims a Barcelona
Crims a Barcelona (títol original en alemany, Der Barcelona-Krimi) és una sèrie de telefilms alemanys de ficció policial que es va emetre a intervals irregulars des del novembre de 2017 de la fanja DonnerstagsKrimis im Ersten. L'acció dels films té lloc a Barcelona. Els papers principals els interpreten Clemens Schick com l'inspector Xavi Bonet i Anne Schäfer com la comissària Fina Valent. S'ha doblat al català per a TV3, que la va estrenar el 30 de març de 2025.

## Llista de telefilms
| Núm. | Títol                       | Direcció                  | Guió                                                            | Data d'emissió original | Data d'emissió a Catalunya (TV3) |
| ---- | --------------------------- | ------------------------- | --------------------------------------------------------------- | ----------------------- | -------------------------------- |
| 1    | «Amb l'aigua al coll»       | Jochen Alexander Freydank | Kai Hafemeister, Stefanie Kremser i Klaus Wolfertstetter        | 2 de novembre de 2017   | 30 de març de 2025               |
| 2    | «Mort sota l'aigua»         | Jochen Alexander Freydank | Jochen Greve i Kai Hafemeister                                  | 9 de novembre de 2017   | 6 d'abril de 2025                |
| 3    | «Nenes robades»             | Isabell Suba              | Peter Koller                                                    | 21 de maig de 2020      | 13 d'abril de 2025               |
| 4    | «Formigó tacat de sang»     | Isabell Suba              | Timo Berndt                                                     | 28 de maig de 2020      | 20 d'abril de 2025               |
| 5    | «El dia més llarg»          | Carolina Hellsgård        | Katharina Eyssen i Remy Eyssen                                  | 5 de maig de 2022       | 4 de maig de 2025                |
| 6    | «Sempre hi ha una escletxa» | Carolina Hellsgård        | Katharina Eyssen i Remy Eyssen                                  | 12 de maig de 2022      | 11 de maig de 2025               |
| 7    | «Silenciades»               | Andreas Herzog            | Catrin Lüth i Florian Hanig                                     | 30 de novembre de 2023  | 18 de maig de 2025               |
| 8    | «La caiguda»                | Andreas Herzog            | Catrin Lüth i Florian Hanig                                     | 7 de desembre de 2023   | 25 de maig de 2025               |
| 9    | «Wächter der Stadt»         | Andreas Kleinert          | Paul Salisbury                                                  | 10 d'abril de 2025      | Sense anunciar                   |
| 10   | «Brennendes Land»           | Andreas Kleinert          | Léonie-Claire Breinersdorfer, Paul Salisbury i Andreas Kleinert | 17 d'abril de 2025      | Sense anunciar                   |